# Маленький Шего
«Маленький Шего» — советский рисованный мультипликационный фильм 1956 года по мотивам афганских сказок. Сценарий написал Юлиан Семёнов, мультфильм — его первое увидевшее свет произведение в кинематографе.

## Сюжет
О маленьком козлёнке Шего, который жил со своей мамой Шидзой на самой вершине высоких гор. Однажды злобная Гиена решила полакомиться малышом, но мать защитила сына и расправилась с гиеной, сбросив её с горы. Но настырная хищница, горя желанием заполучить Шего, решила отомстить и повторила свою попытку уже с помощью Тигра, сказав тому, что его больной лапе поможет только ребро козлёнка Шего.
Злодеи взяли в заложницы бедную горную козочку Шидзу и объявили, что если козлёнок не окажется в пещере Тигра до захода солнца, его мать принесут в жертву и используют для исцеления ее ребро. Но козлёнка спасли его друзья: попугай — рассказчик истории и главный советник Тигра, а также добрый доктор-дикобраз Сабэ. Шего успел до захода солнца доставить Тигру письмо, где разоблачалась ложь Гиены и утверждалось, будто бы Тигр выздоровеет, если съест её злой язык. От такого известия Гиена с перепугу свалилась в пропасть и погибла.
К концу мультфильма доктор Сабэ по-настоящему вылечил больную лапу Тигра. А спасённые Шего и его мать счастливо воссоединились.

## Съёмочная группа
| Автор сценария             | Юлиан Семёнов |
| Постановка режиссёра       | Дмитрия Бабиченко |
| Художники-постановщики:    | Пётр Репкин, Владимир Соболёв |
| Композитор                 | Александр Варламов |
| Оператор                   | Михаил Друян |
| Звукооператор              | Николай Прилуцкий |
| Художники-мультипликаторы: | Борис Бутаков, Владимир Пекарь, Борис Зеленский (в титрах указан как Б. Зелинский), Игорь Подгорский, Вячеслав Котёночкин, Василий Рябчиков, Кирилл Малянтович, Константин Чикин |
| Ассистенты режиссёра:      | Ф. Гольдштейн, Ирина Королёва, Нина Майорова |

### Роли озвучивали
- Актёры в титрах не указаны, но узнаются по голосам:

| Актёр            | Роль                   |
| ---------------- | ---------------------- |
| Юрий Хржановский | Попугай / Гиена / Сабэ |
| Юлия Юльская     | Шего                   |

## Награды
- 1957 — Диплом на Международном фестивале фильмов для детей и юношества в Венеции[2].

## Видеоиздания
В середине 1990-х мультфильм был выпущен на видеокассетах в сборниках серии «Лучшие советские мультфильмы» Studio PRO Video и подарочных изданиях видеостудии «Союз». Мультфильм также многократно издавался на DVD в сборниках мультфильмов, например: «Волшебный клад» Фильмы Дмитрия Бабиченко, Союзмультфильм, DVD, дистрибьютор «Крупный план».